# 宇都宮市立豊郷北小学校
宇都宮市立豊郷北小学校（うつのみやしりつ とよさときたしょうがっこう）は、栃木県宇都宮市横山町にある公立小学校。

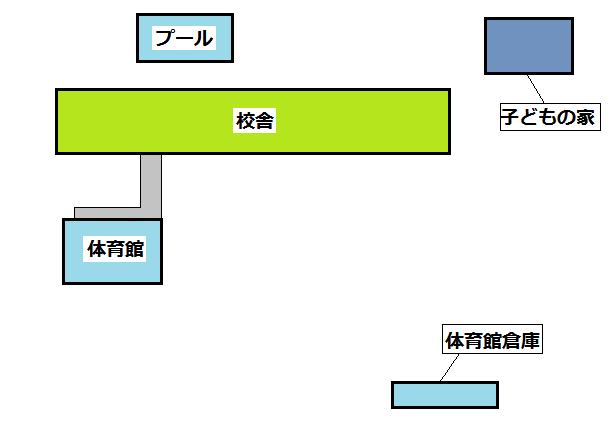
校内施設配置図

## 沿革
- 1881年（明治14年）1月12日 - 借陰舎として河内郡豊郷村大字横山（現宇都宮市横山町）で開校
- 1885年（明治18年）5月 - 河内郡第22番学区公立瓦谷学校横山分校となる
- 1892年（明治25年）9月1日 - 河内郡豊郷村立豊郷第3尋常小学校となる
- 1893年（明治26年） - 河内郡豊郷村立豊郷第2尋常小学校となる
- 1900年（明治33年）10月1日 - 河内郡豊郷第2小学校となる
- 1902年（明治35年）9月28日 - 大暴風により全校舎が倒壊。後に再建
- 1941年（昭和16年）4月1日 - 河内郡豊郷北国民学校となる
- 1947年（昭和22年）4月1日 - 河内郡豊郷北小学校となる
- 1954年（昭和29年）11月1日 - 豊郷村が宇都宮市に編入合併したことにより、現在の名称宇都宮市立豊郷北小学校となる
- 1981年（昭和56年）1月12日 - 創立100周年記念式典を挙行する
- 1984年（昭和59年）7月15日 - 新校舎完成に伴い新校舎への移転を完了
- 1985年（昭和60年）
  - 7月29日 - プール完成
  - 12月18日 - 体育館建設工事完了
- 1986年（昭和61年）1月25日 - プール、体育館完成に伴い落成式典を行う
- 1990年（平成2年）3月22日 - 第2期校舎増築工事完成
- 1993年（平成5年）11月1日 - 子ども銀行表彰される
- 1995年（平成7年）
  - 3月26日 - 子どもの家建築完了
  - 3月31日 - 校庭拡張第一期工事完了
  - 11月22日 - 校庭拡張工事完了に伴う記念式典が挙行される
- 2004年（平成16年）4月1日 - 2学期制開始
- 2005年（平成17年）4月1日 - 特別支援教室（情緒）開始
- 2008年（平成20年）4月1日 - 特別支援教室（難聴）開始、学校給食を民間委託
- 2009年（平成21年）4月1日 - 「かがやきルーム」設置

## 通学区域
- 宇都宮市
  - 瓦谷町の一部[1]
  - 横山町
  - 横山1-3丁目

## 進学先中学校
- 宇都宮市立豊郷中学校

中学受験を経て、付近の宇都宮大学共同教育学部附属中学校や私立中学校へ行く場合もある。